# Tornow (Neuruppin)
Tornow ist ein Wohnplatz der Stadt Neuruppin im Landkreis Ostprignitz-Ruppin (Brandenburg). Das mittelalterliche Dorf Tornow fiel im 14./15. Jahrhundert wüst. Nach 1800 wurde auf der wüsten Feldmark Tornow, aber etwa 1,5 km südöstlich der alten Dorfstelle ein Holzschlägerhaus gebaut, aus dem sich der heutige Wohnplatz Tornow entwickelte.

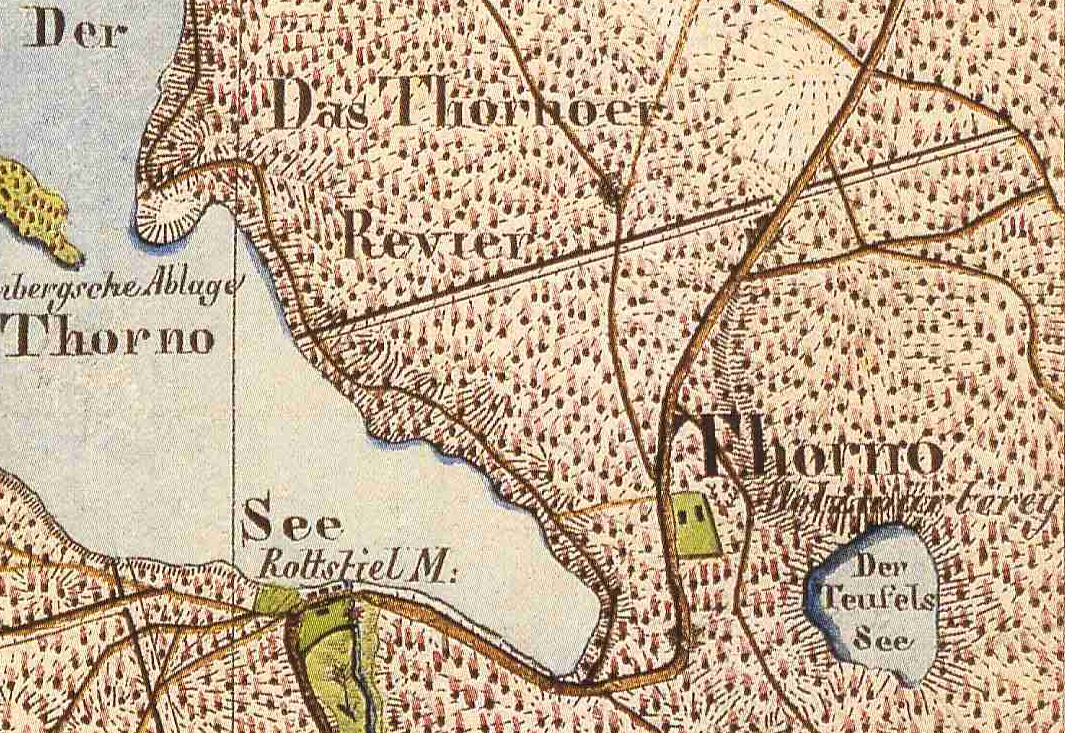
Die Wohnplätze Tornow und Rottstiel auf dem Urmesstischblatt 1:25.000 2942 Gühlen-Glienicke von 1825.

Tornow ist heute ein Wohnplatz auf der Stadtgemarkung der Stadt Neuruppin.

## Geographie
Der Wohnplatz Tornow liegt knapp 11 km nordnordöstlich von Neuruppin und knapp 10 km südwestlich von Rheinsberg. Nur etwa 200 Meter entfernt ist das Ostufer des Tornowsees, etwa 300 Meter nach Südosten liegt der kleine Teufelssee. Der Wohnplatz liegt auf ca. 50 m ü. NHN.

## Geschichte
Bereits bei seiner Erstnennung 1524/25 war Tornow eine wüste Feldmark. Der Begriff wüste Feldmark ist etwas missverständlich, denn nur das Dorf war aufgegeben worden, die Feldmark wurde weiterhin von Bauern aus den benachbarten Orten Linow, Molchow und Zermützel genutzt. Der Name Tornow leitet sich von einer altpolabischen Grundform *Tornov-, Ort, wo (torn = neben, tarn = Dorn) Dornsträucher stehen ab. Der westlich des Ortes liegende Tornowsee wurde nach dem Ort benannt.
Das mittelalterliche Dorf Tornow war dem Namen nach zu urteilen bereits in slawischer Zeit angelegt worden. Wann es wüst fiel und warum ist nicht bekannt. Anfang des 16. Jahrhunderts gehörte die wüste Feldmark zur Hälfte der Familie von Gadow, die in Protzen ansässig war. Die Holzung auf der Feldmark wurde von der besitzenden Familie von Gadow genutzt. Eine Wiese auf der Feldmark Tornow wurde von einem Bauern in Molchow bewirtschaftet. Die andere Hälfte der Feldmark gehörte der Herrschaft in Alt Ruppin bzw. später dem Amt Alt Ruppin.
1590 nutzte die Schäferei des Vorwerkes Linow die Feldmark Tornow zur Schafweide. Bauern aus Molchow und Zermützel hatten Wiesen auf der wüsten Feldmark Tornow. 1617 verkauften die von Gadow ein Viertel der Feldmark an den Rat der Stadt Neuruppin. 1644 folgte dann der Verkauf des letzten Viertels der Feldmark Tornow, ebenfalls an den Rat der Stadt Ruppin.
1780 gaben Nachkommen von französisch-reformierten Hugenotten Flüchtlingen („Réfugiés“) aus Braunsberg ein Gesuch beim Amt Alt Ruppin ein, die Amtshälfte der Feldmark Tornow wieder aufzubauen. Die Amtshälfte der Feldmark maß 800 Morgen, grenzte an die Neuruppiner Magistratsheide, die Feldmark Braunsberg und die Feldmark Kalksee. Die Feldmark hätte guten Boden und war mit Eichen- und Buchenwald bestanden. Das Gesuch wurde abgelehnt, da die Orte Braunsberg, Binenwalde und die Boltenmühle Hütungsrechte auf der Feldmark hatten. 1784 war die Neuruppiner Hälfte mit Rehwinkel 867 Morgen 5 Quadratruten groß.
Schon vor 1817 (aber nach 1801) war südlich der alten Dorfstelle auf der Neuruppiner Hälfte ein Haus für Waldarbeiter (Holzschläger) gebaut worden. Damals wohnten neun Personen in dem Haus. Das Urmessblatt 2942 Gühlen-Glienicke von 1825 verzeichnet die Siedlung als Thorno Holzwärterei.
1840 hatte das Holzschlägerhaus fünf Bewohner und gehörte der Kämmerei in Neuruppin. 1860 gehörte zum Heidewärterhaus Tornow ein Wohngebäude und zwei Wirtschaftsgebäude. Es hatte damals nur noch drei Bewohner. Riehl und Scheu führen Tornow 1861 als Forsthaus. Vermutlich wurde die Försterei (bzw. das Heidewärterhaus) um 1860 neu errichtet. Das Förster-Gehöft mit Jagdpension, bestehend aus Wohnhaus, Stallspeicher, Stallscheune und Wirtschaftshaus (Forsthaus Tornow 1) ist mit der Nr. 09171121 als Baudenkmal in der Denkmalliste des Landes Brandenburg eingetragen.
1871 hatte Tornow wieder 8 Einwohner.
1897 wird Tornow schließlich als Försterei bezeichnet. Um 1900 wurde gegenüber dem Forsthaus auf der anderen Wegseite eine Gaststätte errichtet. 1931 eröffnete Bertha Jandt, die Frau des Unterförsters Jandt im Förster-Wohnhaus eine Gaststube und eine Pension. Gaststube und Pension wurden aber nur bis 1938 betrieben. Die Gaststätte war ein beliebtes Ausflugslokal zu DDR-Zeiten und bis Anfang der 1990er Jahre. 2012 kaufte eine Berliner Familie das leerstehende Forsthaus und restaurierte das Gebäude.
| Jahr      | 1817 | 1840 | 1858 | 1871 | 1925 |
| Einwohner | 9    | 5    | 3    | 8    | 6    |